# 小行星4770
小行星4770（英語：4770 Lane）是一颗围绕太阳公转的小行星。1989年8月9日，埃莉諾·赫琳在帕洛马山发现了此天体。
这颗小行星的绝对星等为201.9764926530012等。